# Мировщина
Миро́вщина (бел. Міроўшчына, пол. Mirowszczyzna) — деревня в Вензовецком сельсовете Дятловского района Гродненской области Белоруссии. Численность населения деревни — 393 человека (2015). Площадь сельского населённого пункта составляет 87,36 га, протяжённость границ — 5,93 км.

## География
Мировщина расположена в 6 км к юго-западу от Дятлово, 134 км от Гродно, 17 км от железнодорожной станции Новоельня. С ближайшими населёнными пунктами деревня связана местными автомобильными дорогами Н6082 Ходевляны — Мировщина — Руда Яворская и Н6084 Апалино-Басино — Мировщина — Вензовец. В 3 км по дороге от деревни проходит магистраль М11 E 85 Граница Литовской Республики — Лида — Слоним — Бытень. Недалеко от деревни Мировщина протекает река Вязовка (левый приток Нёмана).

## История

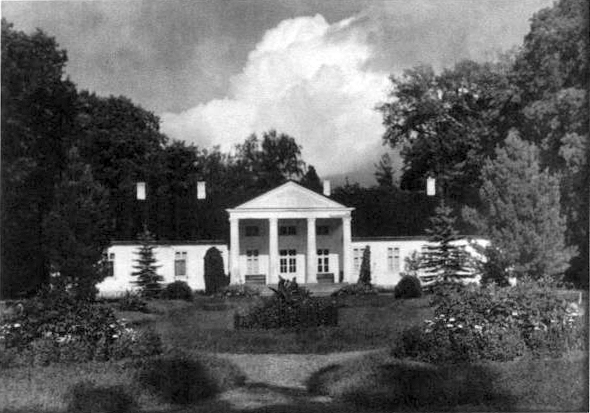
Усадьба Стравинских в Мировщине (на фотографии Яна Булгака)

В конце XVIII века Мировщина находилась в Слонимском повете Новогрудского воеводства.
На протяжении более 250 лет деревня принадлежала семье Стравинских родового герба Сулима. Во второй половине XVIII века владельцем имения был Флориан Бруно Стравинский (1750—1787), слонимский староста. В первой половине девятнадцатого века владельцем Мировщины, вероятно, являлся потомок Флориана Адам, живший здесь по крайней мере с 1827 года. Другим известным владельцем деревни был Станислав Стравинский (вторая половина XIX и начало XX вв.), а последним — его сын Ян Евстафий Стравинский, владевший Мировщиной до 1939 года.
В XVIII веке Стравинские построили здесь большую усадьбу из лиственницы. В 1910 году Станислав Стравинский модернизировал усадьбу, после чего усадебный дом представлял собой одноэтажное 13-осное здание, стоящее на низком фундаменте. Треугольная вершина портика поддерживалась четырьмя колоннами. Дом, покрытый высокой, сначала гонтовой, а затем жестяной кровлей, был оштукатурен набело. На крыше были небольшие люкарны и четыре высоких дымохода.
Перед домом, на юге, был расположен большой газон, по обе стороны от которого находились одноэтажные деревянные, оштукатуренные надворные постройки. Одна из построек сгорела во время Первой мировой войны, вторая сохранилась до 1939 года.
Дом был окружен большим парком площадью 40 га, который был разделен на старую и новую части. Ближе к дому был старый парк со старой липовой аллеей, большими лиственницами и каштанами. На всех лужайках были клумбы, летом вокруг дома росли цветущие олеандры и плодоносящие цитрусовые деревья.
На северной окраине парка имелась часовня с вырезанной из дерева фигурой Божьей Матери. Католическая часовня в Мировщине, относящаяся к дятловскому приходу, упоминается ещё во второй половине XIX века в Географическом словаре царства Польского и других славянских стран (пол. Słownik geograficzny Królestwa Polskiego i innych krajów słowiańskich). В лесу находилась статуя святого Яна.

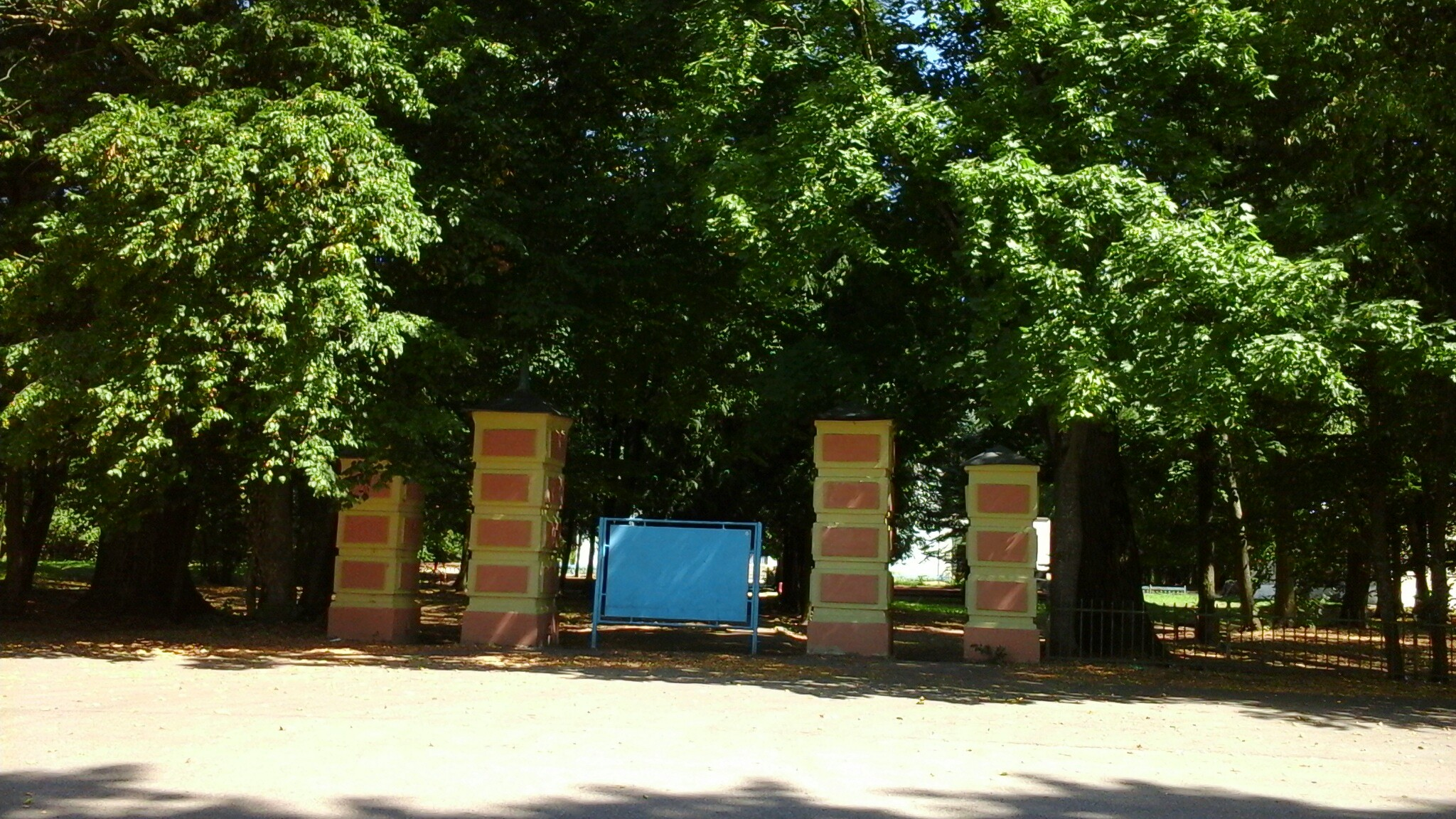
Брама усадьбы Стравинских (2015)

Усадебный дом помещиков Стравинских в стиле классицизм не сохранился. Описание усадьбы содержится во втором томе «Истории резиденций на давних окраинах Речи Посполитой» (пол. Dzieje rezydencji na dawnych kresach Rzeczypospolitej) польского историка Романа Афтанази. От бывшей усадьбы остались лишь въездная брама и парк, в котором растут деревья бука европейского высотой до 30 метров.
В 1905 году Мировщина упоминается как усадьба в Пацовской волости Слонимского уезда Гродненской губернии (28 жителей).
В 1921—1939 годах Мировщина находилась в составе межвоенной Польской Республики. В 1921—1926 гг. деревня относилась к сельской гмине Пацевщина Слонимского повята Новогрудского воеводства. А после упразднения последней в 1926 г. — к гмине Дятлово Новогрудского повята того же воеводства. В сентябре 1939 года Мировщина вошла в состав БССР.
С 12 октября 1940 года деревня являлась центром Мировщинского сельсовета Дятловского района Барановичской (с 1954 года — Гродненской) области БССР. После упразднения Мировщинского сельсовета 16 июля 1954 года вошла в состав Юровичского сельсовета (с 1973 года — Вензовецкий сельсовет).
C 1991 г. — в Республике Беларусь. В 1996 году Мировщина входила в состав колхоза «Заря». В деревне насчитывалось 144 домохозяйства, проживало 467 человек. Согласно переписи населения 2009 года, в Мировщине проживало 394 человека.

## Инфраструктура и транспорт
В Мировщине функционируют фельдшерско-акушерский пункт, пункт почтовой связи, ГУО «Мировщинский детский сад».
Расположенное в деревне ОАО «Дятловская сельхозтехника» занимается производством, ремонтом сельскохозяйственных машин и оборудования для животноводства и кормопроизводства. Организация находится в подчинённости Гродненского УП «Облсельхозтехника».
Через деревню проходят автобусные маршруты Дятлово — Пацевщина и Дятлово — Мировщина.

## Уличная сеть
Улично-дорожная сеть деревни Мировщина включает пять элементов: улицы Гиричская (бел. Гірычская), Дятловская (бел. Дзятлаўская), Лесная (бел. Лясная), Новая (бел. Новая) и переулок Дятловский (бел. завулак Дзятлаўскі).

## Достопримечательности
- Брама и приусадебный парк при бывшей усадьбе Стравинских (XVIII в.). Расположены в центре деревни[3].
- Братская могила советских воинов и партизан. Служит местом захоронения 2 воинов и 3 партизан, погибших в 1942—1944 годах в ходе боёв во время Великой Отечественной войны. В 1956 году на могиле в центре деревни установлен памятник, представляющий собой скульптуры двух воинов[3][20].